# 勞動部勞動及職業安全衛生研究所
勞動部勞動及職業安全衛生研究所（簡稱勞安所）為中華民國勞動部的所屬機構；是台灣唯一研究勞動政策和職業安全衛生的政府機關。

## 沿革
- 1988年，開始規劃設立勞工安全研究所。
- 1992年4月，《行政院勞工委員會勞工安全衛生研究所組織條例》完成立法。8月，行政院勞工委員會勞工安全衛生研究所成立。
- 2001年9月，勞工安全衛生研究所研究試驗大樓完工啟用。
- 2002年9月，勞工安全衛生展示館啟用。
- 2014年2月17日，隨勞動部成立而改制為勞動部勞動及職業安全衛生研究所。

## 組織
- 所長
  - 副所長
    - 專門技術諮詢委員會
    - 主任秘書

- 秘書室
- 人事室
- 主計室
- 政風室
- 勞動市場研究組
- 勞動關係研究組
- 職業安全研究組
- 職業衛生研究組
- 職業危害評估研究組
- 勞工安全衛生展示館

## 外部連結
- 勞動部勞動及職業安全衛生研究所 （页面存档备份，存于）（繁體中文）（英文）
- 勞動部勞動及職業安全衛生研究所的Facebook專頁